# Barton Heyman
Barton Heyman (Washington, 24 gennaio 1937 – New York, 15 maggio 1996) è stato un attore statunitense.

## Biografia
Si laureò all'Università della California, dove studiò le arti teatrali. Recitò in numerose produzioni del New York Shakespeare Festival.

## Filmografia parziale
- Elettroshock (Shock Treatment), regia di Denis Sanders (1964)
- Io sono Valdez (Valdez Is Coming), regia di Edwin Sherin (1970)
- Let's Scare Jessica to Death, regia di John D. Hancock (1971)
- Batte il tamburo lentamente (Bang the Drum Slowly), regia di John D. Hancock (1973)
- L'esorcista (The Exorcist), regia di William Friedkin (1973)
- Due supercolt a Brooklyn (The Super Cops), regia di Gordon Parks (1974)
- Fort Bronx (Night of the Juggler), regia di Robert Butler (1980)
- Cruising, regia di William Friedkin (1980)
- Il segreto del mio successo (The Secret of My Success), regia di Herbert Ross (1987)
- Il seme della gramigna (Weeds), regia di John D. Hancock (1987)
- Masquerade, regia di Bob Swaim (1988)
- Scappiamo col malloppo (Quick Change), regia di Bill Murray e Howard Franklin (1990)
- Risvegli (Awakenings), regia di Penny Marshall (1990)
- Il falò delle vanità (The Bonfire of the Vanities), regia di Brian De Palma (1990)
- Billy Bathgate - A scuola di gangster (Billy Bathgate), regia di Robert Benton (1991)
- Doppia personalità (Raising Cain), regia di Brian De Palma (1992)
- Un robot tuttofare (Robot in the Family), regia di Jack Shaoul e Mark Harry Richardson (1994)
- Ritorno dal nulla (The Basketball Diaries), regia di Scott Kalvert (1995)
- Jeffrey, regia di Christopher Ashley (1995)
- Dead Man Walking - Condannato a morte (Dead Man Walking), regia di Tim Robbins (1995)

## Doppiatori italiani
Nelle versioni in italiano delle opere in cui ha recitato, Barton Heyman è stato doppiato da:
- Sergio Matteucci ne Il falò delle vanità
- Massimo Foschi in L'esorcista
- Franco Zucca in Masquerade
- Giampiero Albertini in Cruising
- Mario Bardella in Doppia personalità
- Carlo Baccarini in Io sono Valdez